# Mahamud (kommunhuvudort)
Mahamud är en kommunhuvudort i Spanien.   Den ligger i provinsen Provincia de Burgos och regionen Kastilien och Leon, i den centrala delen av landet, 190 km norr om huvudstaden Madrid. Mahamud ligger 830 meter över havet och antalet invånare är 155.
Terrängen runt Mahamud är platt. Runt Mahamud är det glesbefolkat, med 12 invånare per kvadratkilometer. Närmaste större samhälle är Lerma, 18,2 km sydost om Mahamud. Trakten runt Mahamud består till största delen av jordbruksmark.